# Jílové u Držkova
Jílové u Držkova je obec, která se nachází v okrese Jablonec nad Nisou v Libereckém kraji, přibližně 4 km severovýchodně od Železného Brodu. Žije zde 239 obyvatel. Územím obce protékají potoky Střevelná a Jílovský potok.
K Jílovému náležejí osady Klepanda, položená v severní části katastru a sousedící s držkovskou osadou Machlov, a Dolánky, situovaná v hlubokém údolí Jílovského potoka v sousedství horskokamenické osady Moudrá.

## Historie
První písemná zmínka o obci pochází z roku 1627. Sbor dobrovolných hasičů vznikl roku 1895.

## Pamětihodnosti
- Kříž, v zahradě domu čp. 126 (kulturní památka ČR)
- Lípa v Jílovém u Držkova, památný strom, ve svahu u čp. 2

## Fotogalerie

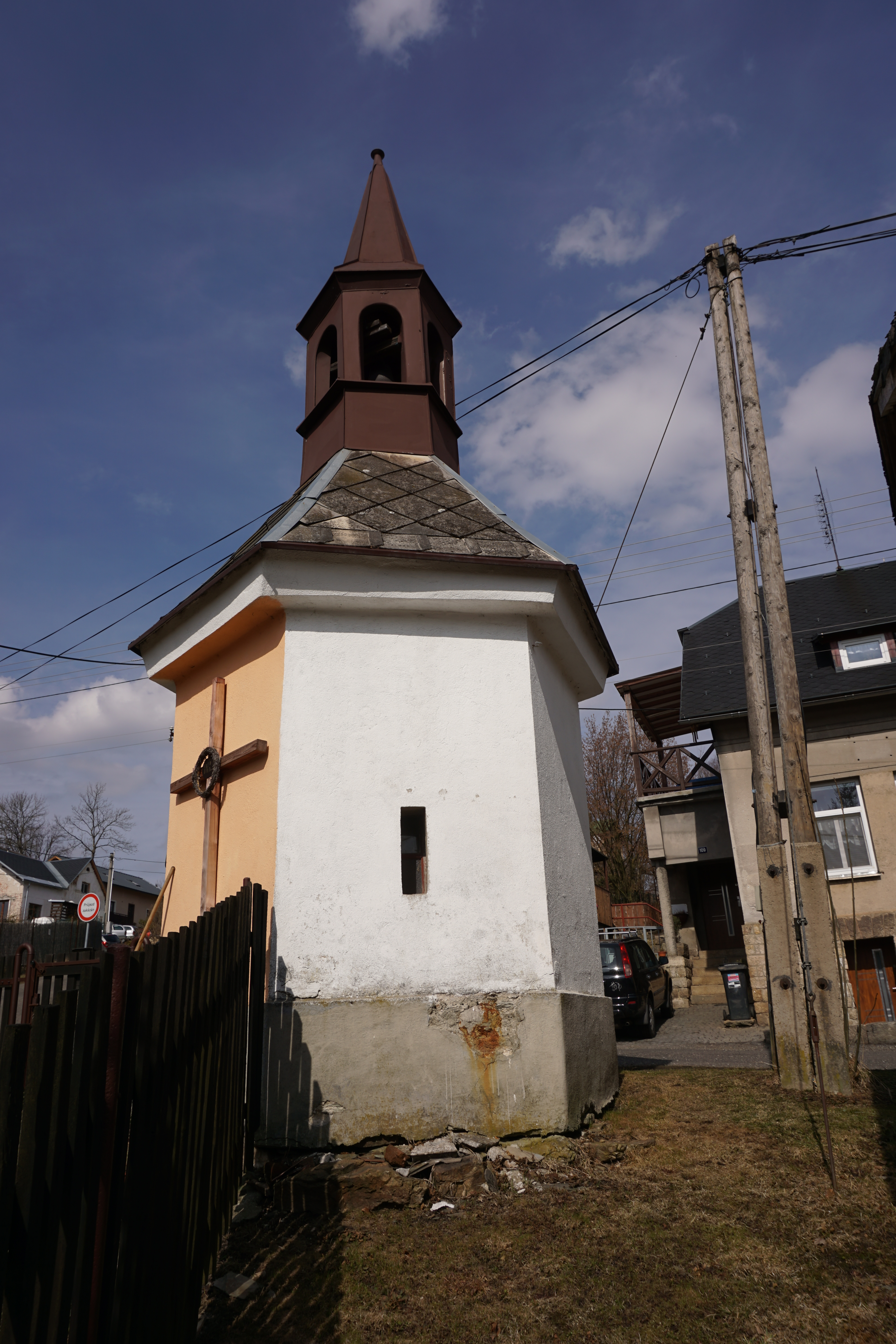
kaplička
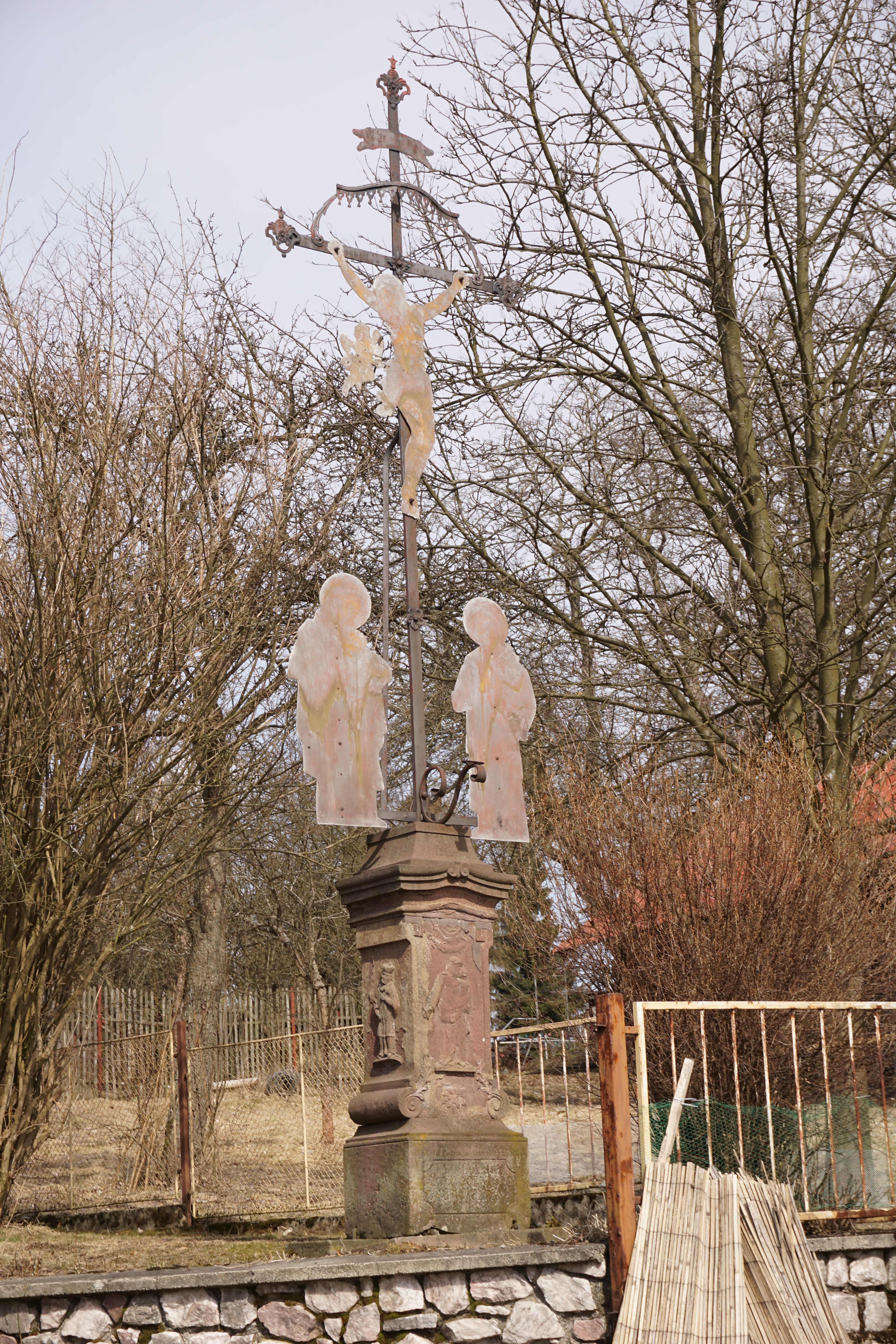
památkově chráněný kříž
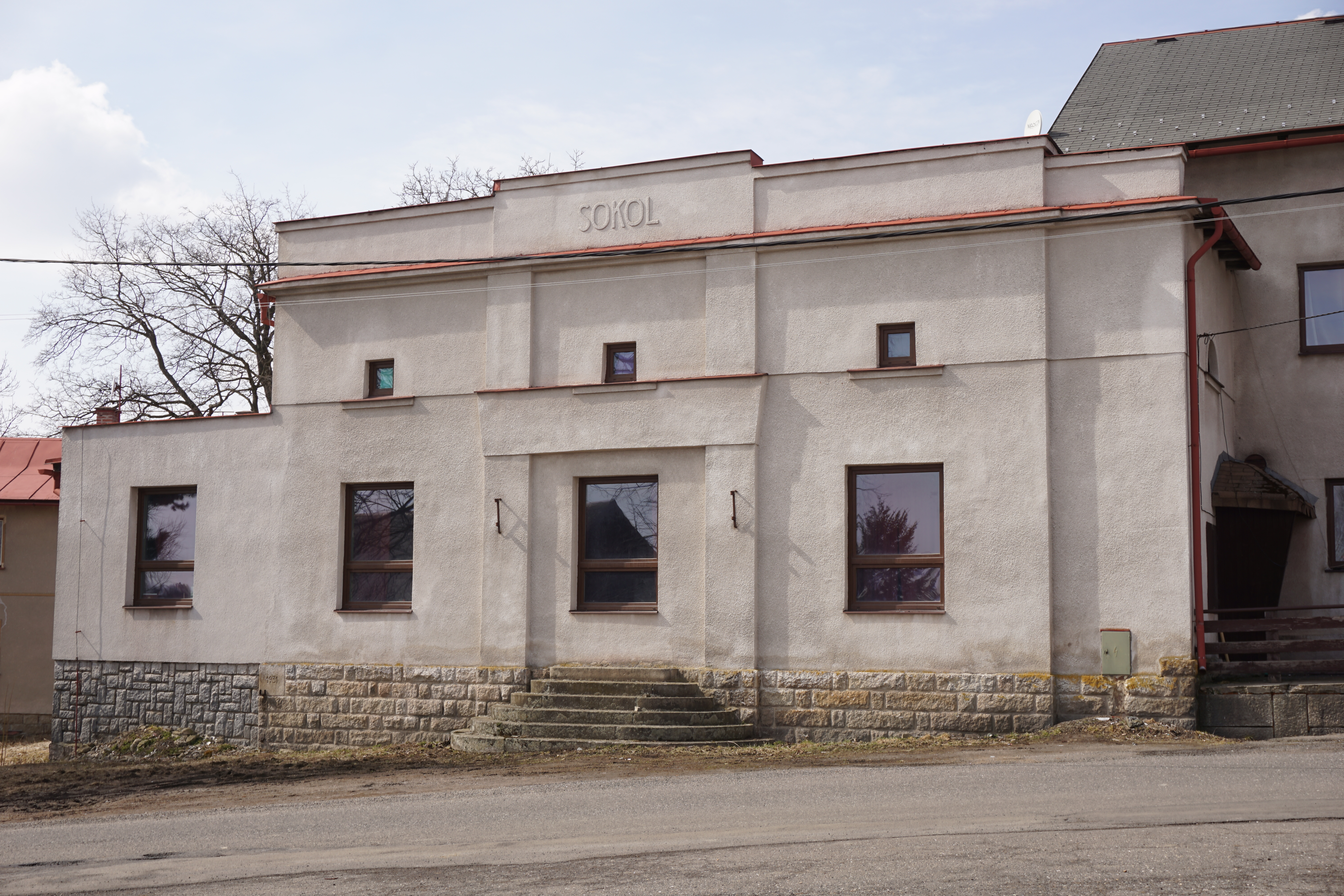
sokolovna
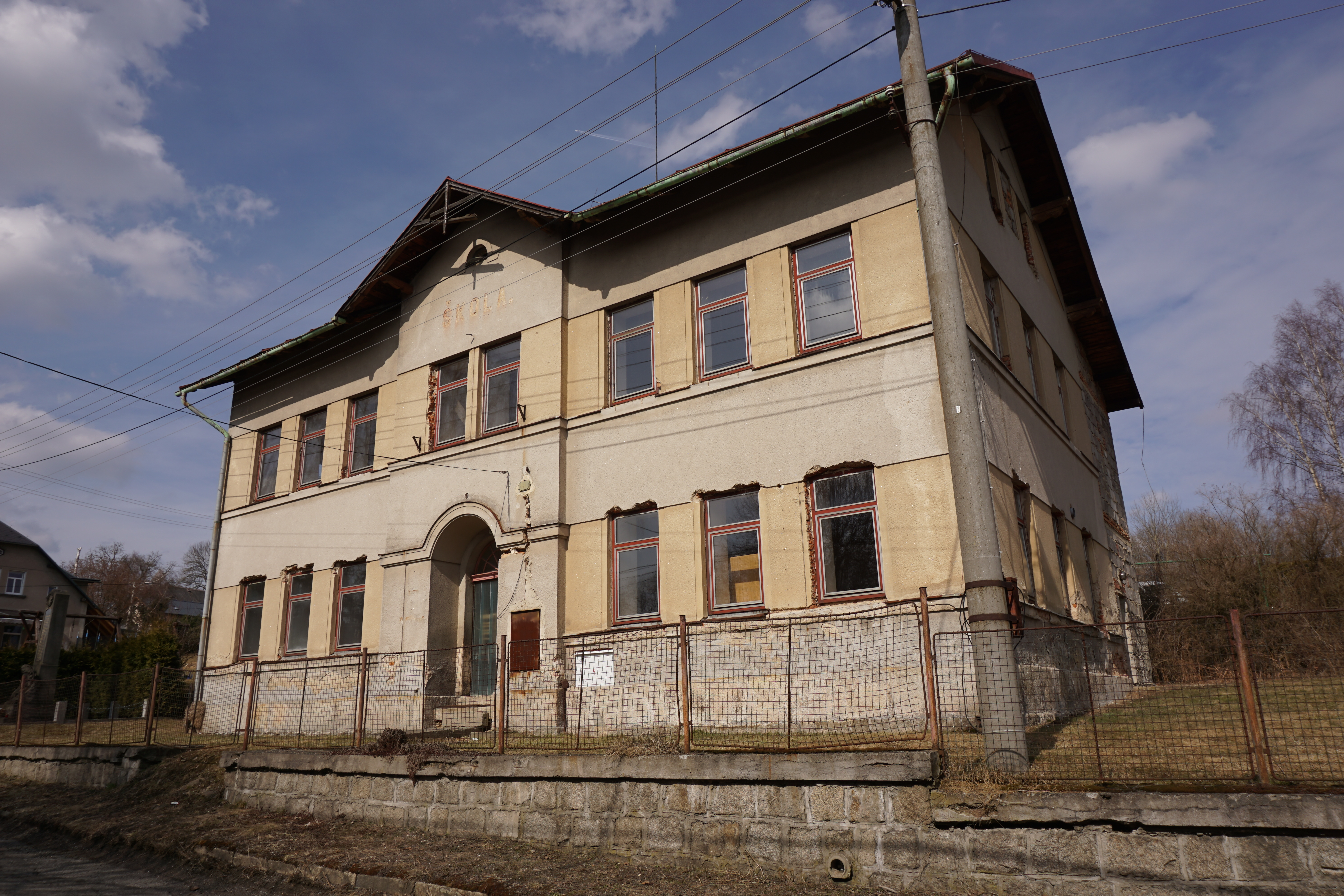
někdejší škola
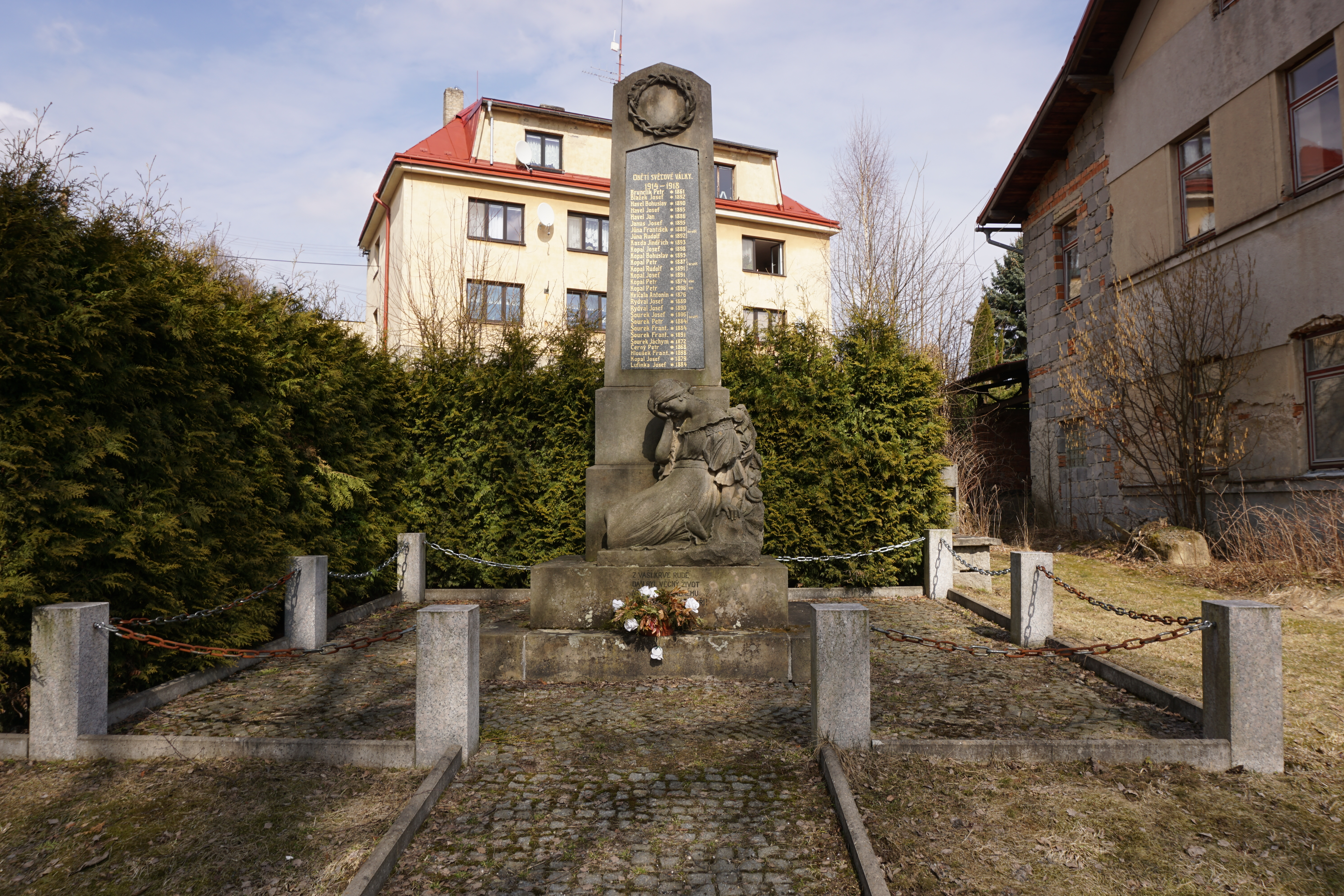
pomník padlým
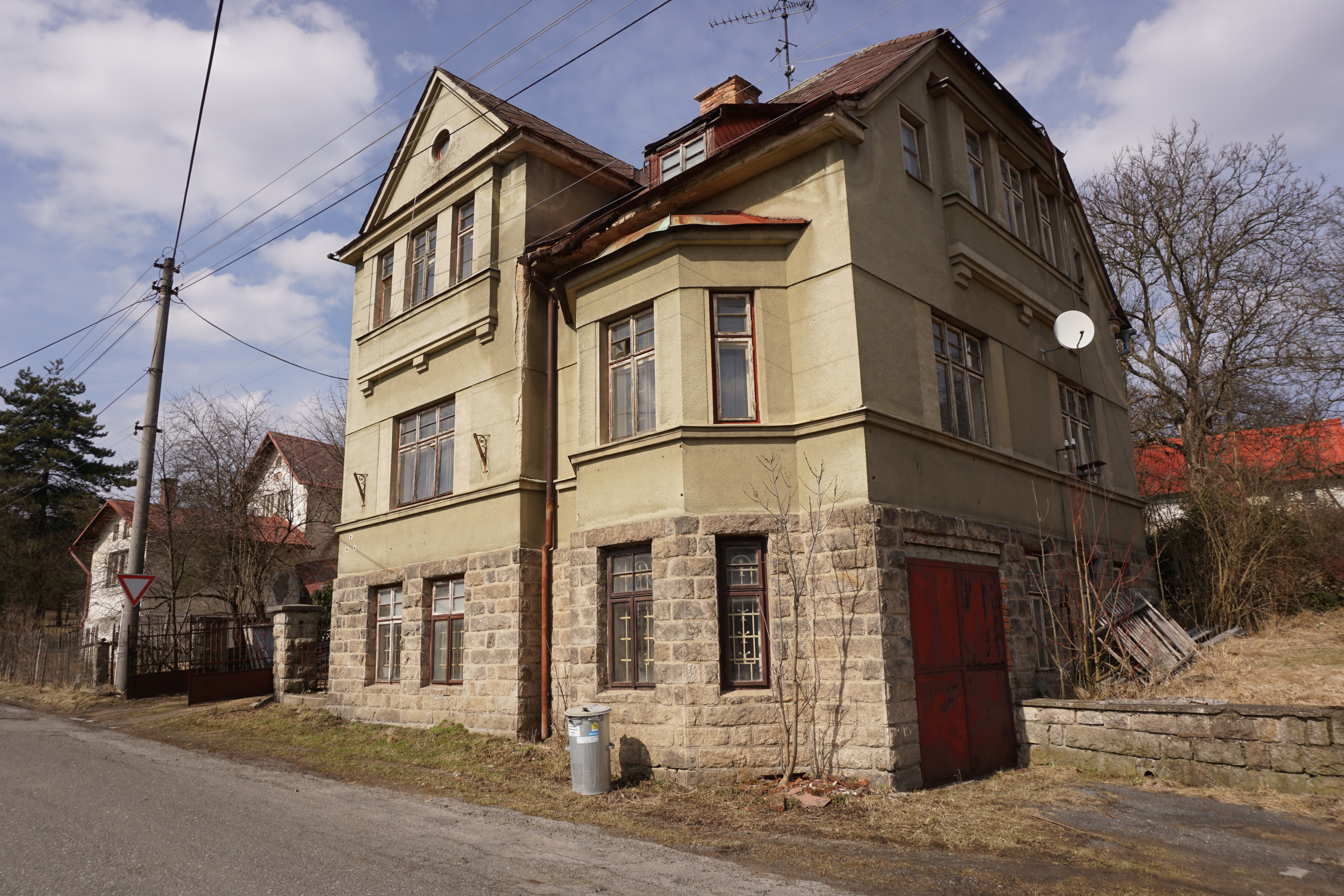
vila čp. 64
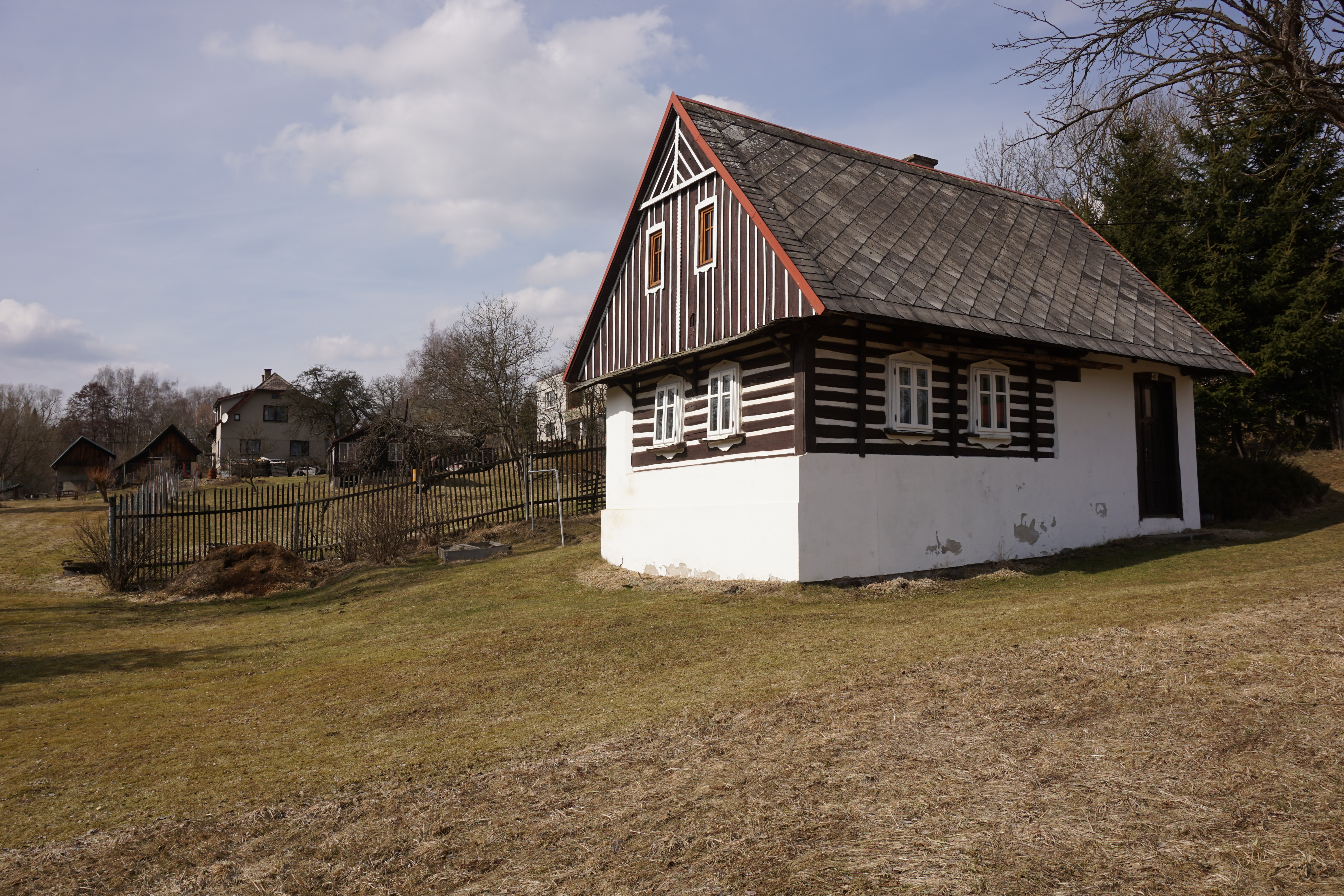
chaloupka čp. 67
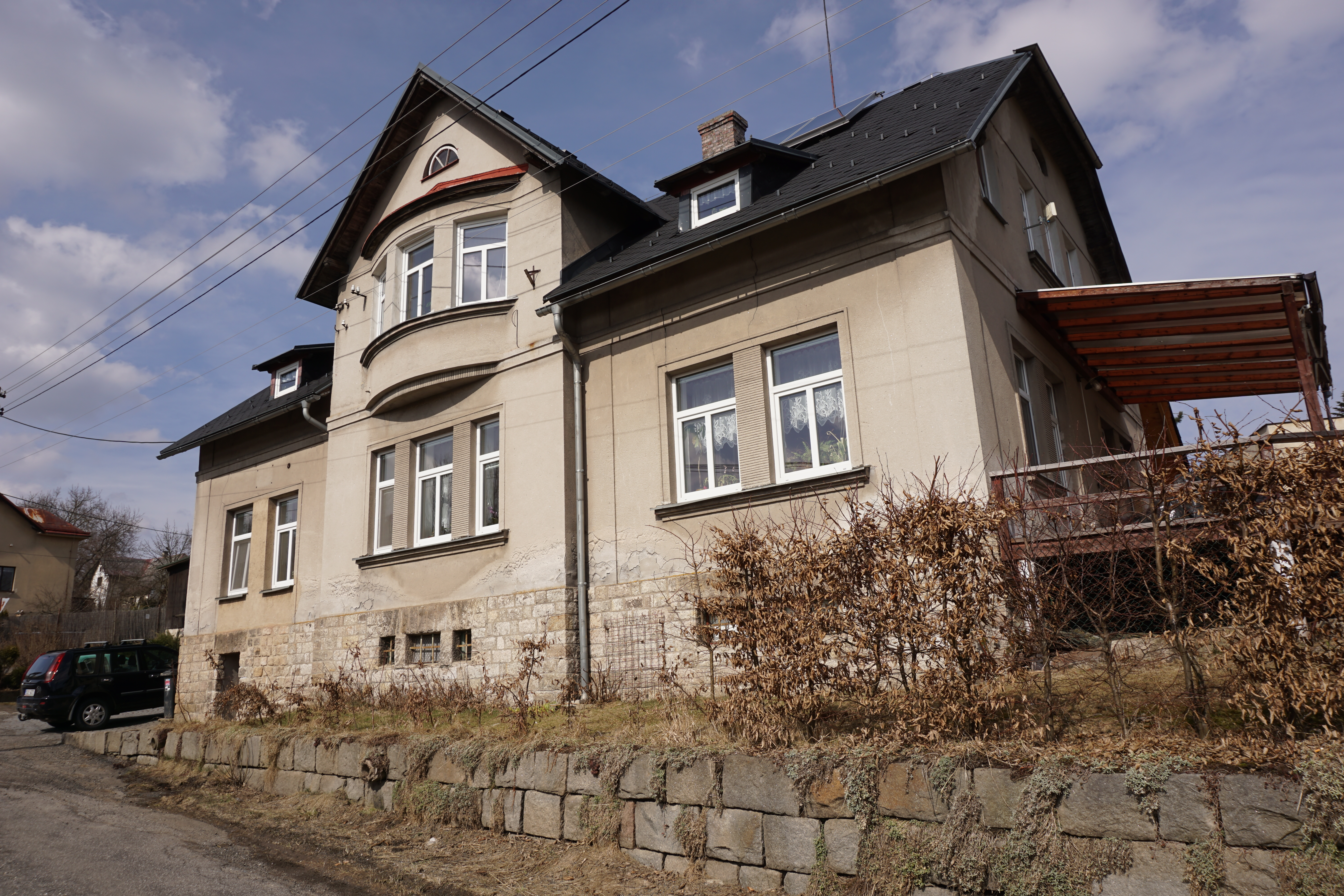
dům čp. 109
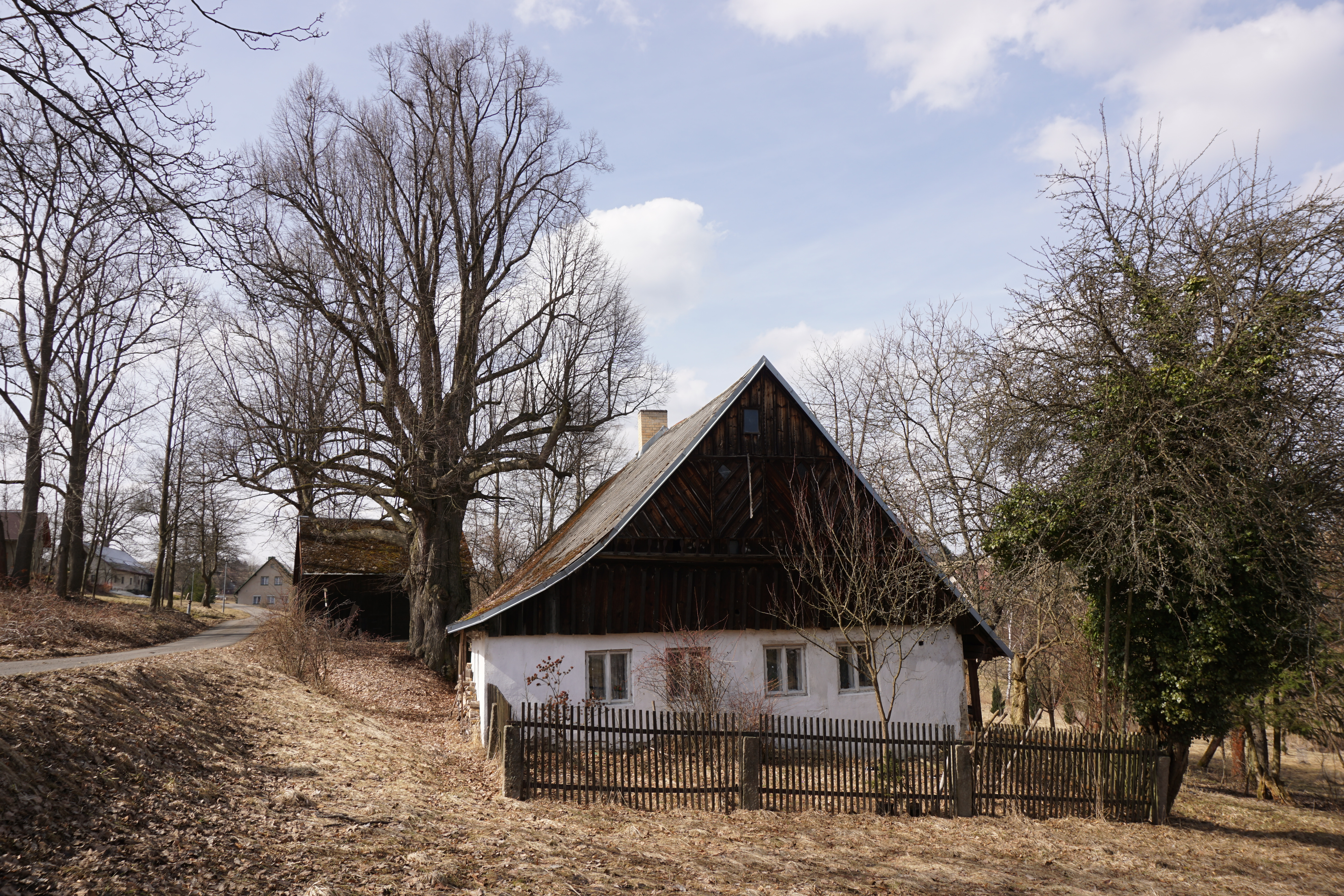
chalupa če. 518 s památnou lipou velkolistou
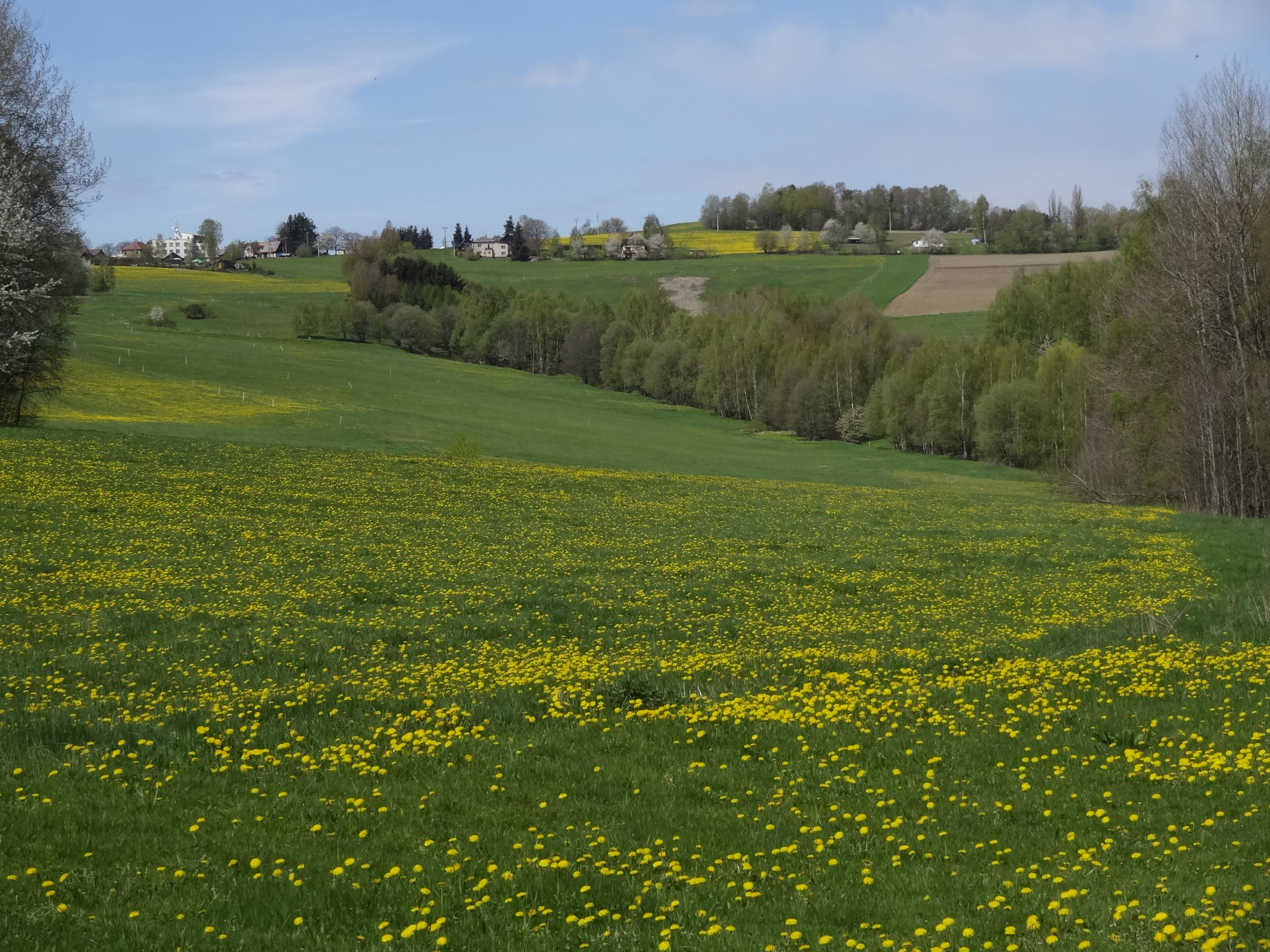
severní část vsi od silnice z Klepanda do Vlastiboře